# Asbjørn Kragh Andersen
Asbjørn Kragh Andersen (Fredericia, 9 aprile 1992) è un ex ciclista su strada danese, attivo in formazioni UCI dal 2012 al 2022.

## Biografia
È il fratello maggiore di Søren Kragh Andersen, a sua volta ciclista.

## Palmarès
- 2010 (Juniores)

Grand Prix Herning Juniores
3ª tappa, 2ª semitappa Corsa della Pace Juniores
2ª tappa Münsterland Giro Juniores (Lengerich > Lengerich)
- 2011 (Juniores)

1ª tappa Grand Prix Danmark (Herning > Herning)
- 2013 (Team Trefor, due vittorie)

2ª tappa Grand Prix Priessnitz spa (Jeseník > Bruntál)
Fyen Rundt
- 2014 (Christina Watches-Kuma, una vittoria)

2ª tappa Szlakiem Grodów Piastowskich (Złotoryja > Polkowice)
- 2015 (Team Trefor-Blue Water, cinque vittorie)

5ª tappa Tour du Loir-et-Cher (Blois > Blois)
Grand Prix Herning
Ringerike Grand Prix
5ª tappa Flèche du Sud (Bascharage > Esch-sur-Alzette)
3ª tappa Paris-Arras Tour (Arras > Arras)
- 2016 (Delko Marseille Provence KTM, una vittoria)

4ª tappa Tour des Fjords (Stavanger > Sandnes)
- 2018 (Team Virtu Cycling, una vittoria)

Classifica generale Tour du Loir-et-Cher

### Altri successi
- 2014 (Christina Watches-Kuma)

Classifica giovani Grand Prix cycliste de Saguenay
- 2018 (Team Virtu Cycling)

Classifica a punti Tour du Loir-et-Cher

## Piazzamenti

### Classiche monumento
- Giro delle Fiandre

2019: ritirato
- Parigi-Roubaix

2017: ritirato
2019: ritirato

### Competizioni mondiali
- Campionati del mondo

Offida 2010 - In linea Juniores: ritirato
Copenaghen 2011 - In linea Under-23: 133º
Limburgo 2012 - In linea Under-23: 110º
Toscana 2013 - In linea Under-23: ritirato
Ponferrada 2014 - In linea Under-23: ritirato

### Competizioni continentali
- Campionati europei

Alkmaar 2019 - In linea Elite: 27º